# Philipp Heimann
Philipp Karl Heimann (geboren am 8. Mai 1881 in Berlin; gestorben am 10. Oktober 1962 in Ehrenfeld (Köln)) war ein deutscher Verwaltungsjurist und Landrat.

## Leben
Der Katholik Philipp Heimann wurde als Sohn des Versicherungsdirektors (Berlin-Kölnischen Feuerversicherung) und späteren Rentners Joseph Ludwig Philipp Heimann und dessen Ehefrau Konstantia Amalia Josephina Karolina Heimann geb. Scholl 1881 in Berlin geboren. Nach dem Besuch des dortigen Friedrich-Wilhelms-Gymnasiums besuchte er nach dem Umzug seiner Eltern in Köln das Realgymnasium, an dem er zu Ostern 1900 auch die Reifeprüfung ablegte. Nachfolgend studierte Heimann von 1900 bis 1903 Rechtswissenschaften. Zunächst an der Philipps-Universität Marburg, wo er auch bereits 1900 im Corps Teutonia Marburg aktiv wurde. Bevor er als Inaktiver an die Rheinische Friedrich-Wilhelms-Universität in Bonn wechselte. Nach der Ablegung der ersten juristischen Prüfung (12. November 1904) am 26. November 1904 zum Gerichtsreferendar ernannt, setzte Heimann seine weitere juristische Ausbildung bei den Amtsgerichten Eitorf und Bonn fort, wechselte dann jedoch unter Ernennung zum Regierungsreferendar im Februar 1907 vom preußischen Justizdienst in die Verwaltung des Innern, in dem er in den Dienst der Königlich Preußischen Regierung in Köln eintrat.
Mit Ablegung der zweiten juristischen Prüfung am 23. April 1910 (mit Dienstalter vom 23. April 1909) zum Regierungsassessor ernannt, wurde Heimann im Weiteren als Hilfsarbeiter bei dem Landratsamt Karthaus eingesetzt, sowie ab Januar 1914 in gleicher Funktion aus dem Landratsamt Zellerfeld, von wo aus er im Juli 1914 an die Königlich Preußische Regierung in Aachen überwiesen wurde. Während seiner dortigen Dienstzeit nahm Heimann von 1914 bis 1917 am Ersten Weltkrieg teil. 1917 wurde er als Rittmeister der Reserve aus dem Militärdienst entlassen.
Nach seiner Ernennung zum Regierungsrat am 3. Mai 1917 erhielt Heimann am 15. November 1917 seitens seines Dienstherren die kommissarische Ernennung zum Verwalter des Landratsamtes Monschau, in der Nachfolge des im September nach Eupen umgesetzten Friedrich von Kesseler. Die definitive Einsetzung Heimanns als Landrat in Monschau folgte am 18. Oktober 1918. Er verblieb dort jedoch nur zwei Jahre. Mit Erlass vom 28. Januar 1920 übernahm er zunächst vertretungsweise die Verwaltung des Landratsamtes des Landkreises Köln. Während sein Vorgänger Joseph Minten dort auf eigenes Gesuch vom 9. November 1919 am 17. Mai 1920 aus dem Amt schied (Ruhestand 31. Januar 1920), trat Heimann seinen Dienst in Köln am 15. Mai an und wurde am 8. Oktober definitiv zum Landrat des Landkreises Köln ernannt. Heimann verblieb nach der Machtergreifung durch die Nationalsozialisten im Amt, bis er am 21. Juni 1933 nach einer inszenierten Protestaktion durch seinen Nachfolger, den NS-Funktionär Heinrich Loevenich aus dem Amt gedrängt wurde.
Formell zum 15. Juli 1933 in den einstweiligen Ruhestand versetzt, erhielt Heimann am 20. Juli seine Versetzung zum Oberpräsidium der Rheinprovinz nach Koblenz. Nach nur drei Monaten erhielt Heimann dort am 26. Oktober die Ernennung zum Oberverwaltungsgerichtsrat und seine Berufung an das Preußische Oberverwaltungsgericht in Berlin. Nach Beginn des Zweiten Weltkriegs durch den Überfall auf Polen versah Heimann ab September 1939 vertretungsweise die Verwaltung des Landratsamtes Kattowitz. Während dieser Zeit am 26. August 1942 zum Reichsrichter an dem 1941 per Führererlass errichteten Reichsverwaltungsgericht ernannt, übernahm Heimann ab dem 5. Januar 1943 formell erneut die Führung der Geschäfte für den im Kriegsdienst stehenden Landrat von Kattowitz. Ohne den Dienst als Reichsrichter als solches ausgeübt zu haben, wurde Heimann schließlich im Februar 1945 als Reichsrichter in den Ruhestand versetzt, nachdem zuvor der Kreis Kattowitz von der Roten Armee eingenommen worden war.
Politisch gehörte Philipp Heimann dem Zentrum an.

## Familie

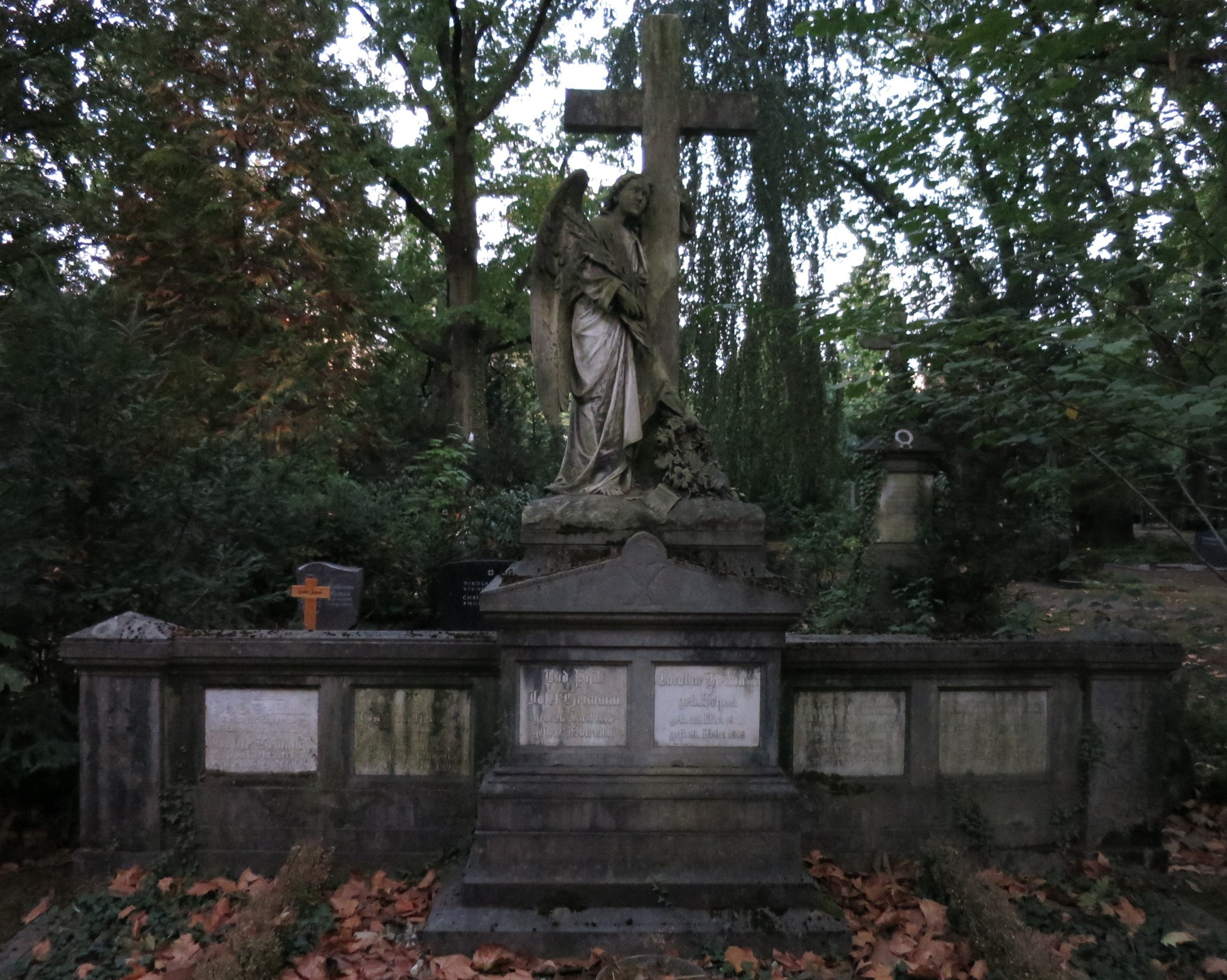
Grabstätte der Familie Heimann

Heimann heiratete am 2. September 1919 in Rheydt Maria Josefina Katharina gnt. Käthe Kreutzberg (geboren am 26. November 1894 in Perl; gestorben 1991), die Tochter des später Rheydt wohnhaften Apothekers Wilhelm Kreutzberg aus dessen Ehe mit Wilhelmine geb. Dornemann. Als Philipp Heimann 1962 starb, hinterließ er neben seiner Witwe zwei Söhne und eine Tochter. Die Tochter Ursula galt 1962 jedoch als „im Osten vermißt“.
Die Familiengrabstätte befindet sich auf dem Kölner Friedhof Melaten (Flur 59).